# Підмаренник сизий
Підмаренник сизий, підмаренник дзвоникоподібний як Galium campanulatum (Galium glaucum) — вид рослин з родини маренових (Rubiaceae), поширений у Європі крім півночі та сходу.

## Опис
Багаторічна 50–70 см. Рослина з добре розвиненими подовженими пазушними пагонами. Стебла голі, блискучі. Мерикарпії кулясті, 1.5 мм довжиною і шириною.

## Поширення
Поширений у Європі крім півночі та сходу.
В Україні вид зростає на гірських кам'янистих схилах, особливо серед чагарників — у Закарпатті, Розточчі-Опіллі, західному Лісостепу.